# Temelucha scutata
Temelucha scutata är en stekelart som beskrevs av Dasch 1979. Temelucha scutata ingår i släktet Temelucha och familjen brokparasitsteklar. Inga underarter finns listade i Catalogue of Life.